# Tahlequah
Tahlequah é uma cidade localizada no estado norte-americano de Oklahoma, no Condado de Cherokee.

## Demografia
Segundo o censo norte-americano de 2000, a sua população era de 14.458 habitantes.
Em 2006, foi estimada uma população de 16.237, um aumento de 1779 (12.3%).

## Geografia
De acordo com o United States Census Bureau tem uma área de
31,1 km², dos quais 31,1 km² cobertos por terra e 0,0 km² cobertos por água. Tahlequah localiza-se a aproximadamente 226 m acima do nível do mar.

## Localidades na vizinhança
O diagrama seguinte representa as localidades num raio de 12 km ao redor de Tahlequah.